# Schwellenbach (Much)
Schwellenbach ist ein Ortsteil der Gemeinde Much im Rhein-Sieg-Kreis. 

## Lage
Schwellenbach liegt auf den Hängen des Bergischen Landes im westlichen Zipfel von Much. Nachbarorte sind Rieserhof im Südosten, Eigen und Nackhausen im Südosten sowie Mohlscheid im Osten. Schwellenbach ist über die Landesstraße 318 erreichbar.

## Einwohner
1830 hatte der Weiler 29 Einwohner.
1901 wohnten hier 47 Personen. Verzeichnet waren die Haushalte Näherin Emma Frielingsdorf, Kleinhändler Friedrich Wilhelm Frielingsdorf und Ackerer Wilhelm Frielingsdorf, Ackerer Peter Josef Heck, Ackerer Christian Schumacher, Ackerer Joh. Peter Stellberg, Ackerer Joh. Trömpert sowie Ackerin Witwe Peter Josef Trömpert.